# Jean-Baptiste Cope
Jean-Baptiste Cope (Kopit  in mi'kmaq, conosciuto anche come maggiore Cope) (Port Royal, 1698 – Miramichi, ottobre 1760) è stato un nativo americano, capo tribù dei Mi'kmaq.
Come capotribù dei Mi'kmaq di Shubenacadie (attuale Nuova Scozia), mantenne stretti legami con gli acadiani della baia di Fundy, di lingua francese e cattolici. Nel corso della guerra di padre Le Loutre, Cope prese parte agli sforzi militari per resistere all'espansionismo degli inglesi nell'area e per pacificare nel contempo le popolazioni locali. Nel corso della guerra franco-indiana si portò a Miramichi dove morì nel corso degli scontri. Cope è ricordato in particolar modo per la firma del trattato del 1752 con gli inglesi il quale è celebrato tutt'oggi in una ricorrenza nota come Treaty Day (1 ottobre).

## Biografia

### I primi anni e la guerra di padre Rale
Cope nacque a Port Royal, primogenito di sei figli. Durante la guerra di padre Rale, a 28 anni, Cope divenne noto alla storia in quanto fu uno di coloro che firmarono il trattato finale per conto del popolo mi'kmaq, ponendo così fine alle ostilità con gli inglesi.

### La guerra di re Giorgio
Durante la guerra di re Giorgio, Cope fu comandante dei mi'kmaq della regione di Shubenacadie, abitata da 50-150 famiglie mi'kmaq e da alcune famiglie acadiane nei pressi del villaggio principale chiamato Copequoy che dal 1722 ospitava una missione cattolica.
Padre Le Loutre prese la direzione della missione di Shubenacadie nel 1737. Durante la guerra di re Giorgio, Cope e Le Loutre collaborarono in diversi scontri contro le forze britanniche.

### La guerra di padre Le Loutre
Con lo scoppio della guerra di padre Le Loutre, i missionari cattolici iniziarono a guidare più attivamente i mi'kmaq e gli acadiani rifugiati al di fuori della Nuova Scozia peninsulare affinché si potessero insediare nei territori nordamericani governati dalla Francia. Dozzine di mi'kmaq di Shubenacadie accettarono l'invito di Le Loutre a seguirlo verso l'istmo di Chignecto, ma Cope e almeno altri novanta mi'kmaq si rifiutarono di abbandonare le loro abitazioni a Shubenacadie. Mentre Cope inizialmente si dimostrò diffidente nei confronti delle iniziative dei francesi, si dovette ricredere dopo che l'inglese Edward Cornwallis ebbe fondato Halifax.
Poiché gli inglesi avevano fondato la città di Halifax unilateralmente nel territorio dei mi'kmaq senza consultarli, la tribù locale credeva che questo avesse violato il trattato siglato dagli stessi inglesi nel 1726. Tentò di negoziare una pace, ma fallì. Cornwallis offrì ai rangers inglesi una ricompensa per gli scalpi delle famiglie mi'kmaq, fatto a cui i francesi risposero offrendo una ricompensa per gli scalpi d'inglesi.
Dopo la fondazione di Halifax, Cope decise quindi di unirsi a Le Loutre nell'istmo di Chignecto. Stabilendosi nella regione, con una serie di raids, Cope e altri capitribù mi'kmaq si avvicinarono sempre più al confine di Halifax.

### La battaglia di Chignecto
Dopo la battaglia di Chignecto del 3 settembre 1750, Le Loutre e altri francesi dovettero ritirarsi verso Beausejour ed il governatore inglese Charles Lawrence iniziò la costruzione di Fort Lawrence presso l'ex comunità acadiana di Beaubassin. Quasi un mese dopo la battaglia, il 15 ottobre, Cope travestito con un'uniforme da ufficiale francese, si avvicinò agli inglesi con una bandiera bianca chiedendo la pace, ma in realtà uccise il capitano Edward Howe.

### Il trattato di pace del 1752

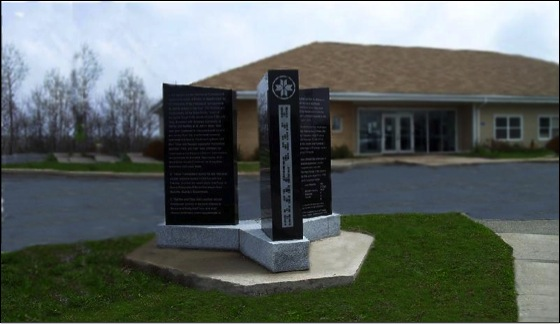
Monumento al trattato del 1752, Sipekne'katik First Nation, Nuova Scozia

Dopo diciotto mesi di scontri senza conclusione la guerra iniziò a creare problemi sia ai mi'kmaq che agli inglesi. Nell'estate del 1751 il governatore Cornwallis diede seguito ad una politica più conciliatoria. Per più di un anno, Cornwallis cercò di negoziare la pace coi capi mi'kmaq. Alla fine si arrese, diede le dimissioni e lasciò la colonia.
Il governatore successore, Peregrine Hopson, negoziò principalmente con Cope che agiva appunto in nome dei mi'kmaq. Il 22 novembre 1752, Cope terminò la pace. la base del trattato fu il trattato siglato a Boston per la fine della guerra di padre Rale nel 1725. Cope tentò di spingere altri capi a siglare l'accordo per dargli maggiore forza, ma tutto fu vano, motivo per cui anche il governatore inglese iniziò a dubitare della capacità di leadership di Cope tra i mi'kmaq. Anzi, Le Loutre ed alcuni francesi si dissero addirittura oltraggiati dalla scelta di Cope di cedere ai negoziati con gli inglesi.

### L'attacco a Jeddore
Per vendicare l'attacco al Country Harbour, la notte del 21 aprile, al comando del "maggiore" Cope, diversi guerrieri mi'kmaq attaccarono la delegazione diplomatica inglese composta dal capitano Bannerman e dai suoi uomini presso Jeddore. A bordo della nave vi erano nove passeggeri britannici, tra i quali Anthony Casteel, pilota, che parlava anche francese. I mi'kmaq uccisero i passeggeri britannici e lasciarono Casteel al largo di Port Toulouse, dove i mi'kmaq affondarono lo schooner dopo averlo saccheggiato.
Con il proseguire della guerra, il 23 maggio 1753, Cope decise di rinnegare la firma della pace del 1752. Il trattato siglato da Cope e da Hobson era durato in tutto nemmeno sei mesi. Poco dopo Cope si unì nuovamente a Le Loutre e collaborò con lui per convincere gli acadiani a migrare dalla penisola della Nuova Scozia.
Dopo l'esperienza di Cope, gli inglesi erano meno concordi ora nel ritenere affidabili gli indiani mi'kmaq. Fallirono diverse proposte di pacificazione perché i mi'kmaq continuarono a far presente la necessità di riconoscere che gli insediamenti inglesi erano stati eretti su terre appartenenti alle loro tribù.

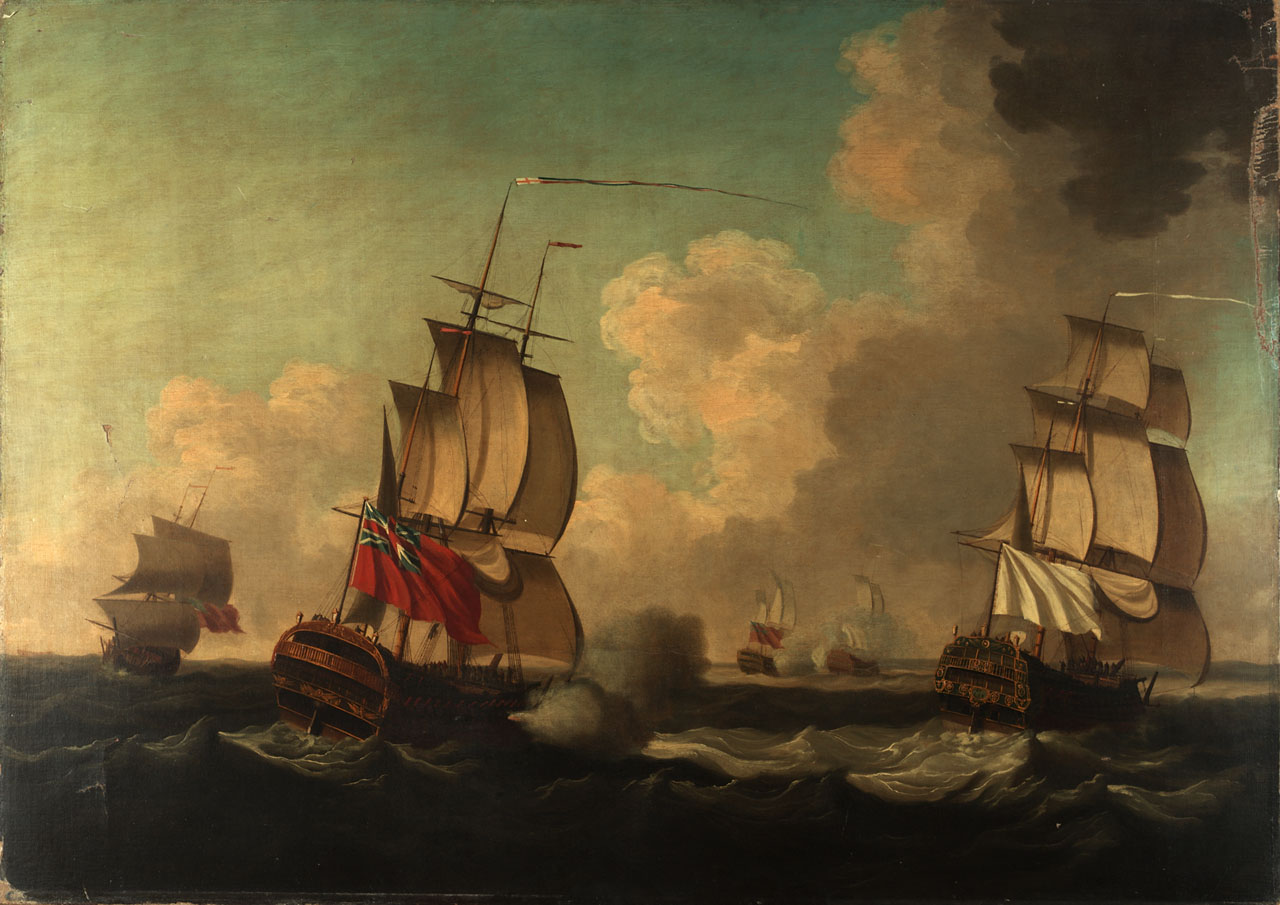
La presa delle navi francesi Alcide e Lys al largo di Terranova. Le navi trasportavano armi e rifornimenti per gli acadiani e per i mi'kmaq

L'azione dell'8 giugno 1755, fu una battaglia navale svoltasi al largo di Cape Race, Terranova. In essa gli inglesi riuscirono ad assaltare le navi francesi Alcide e Lys a bordo delle quali vennero trovati 10.000 coltelli destinati ad acadiani e indiani per continuare la loro guerra contro gli inglesi.

### La guerra franco-indiana
Nel corso della guerra franco-indiana, il governatore inglese Lawrence chiese nuovamente le teste dei mi'kmaq. Cope fu probabilmente tra coloro che assistettero gli acadiani nella loro evasione dalla prigionia nel corso della campagna del St. John River. Cope si portò quindi a Miramichi, nel Nuovo Brunswick, dove l'ufficiale francese Boishebert aveva fatto accampare i rifugiati acadiani sfuggiti alla deportazione. Cope morì in città nel 1760.

### La morte nella battaglia della cappella di St. Aspinquid

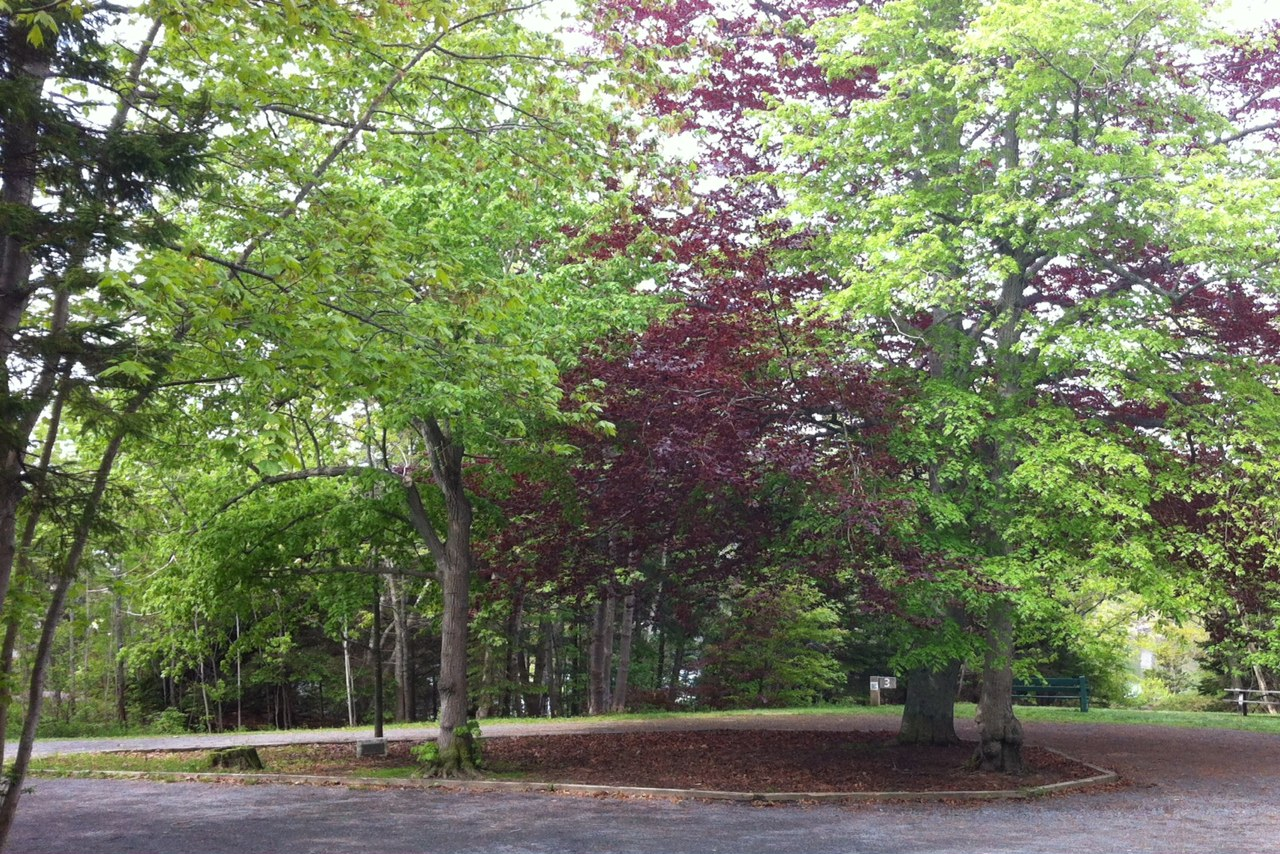
Il sito della tomba di Cope presso la St. Aspinquid’s Chapel (Chain Rock Battery, Point Pleasant Park, Nuova Scozia)

La tradizione vuole che durante la guerra franco-indiana, il capo lahave Paul Laurent e altri undici capi indiani invitarono il capo Jean-Baptiste Cope e altri cinque alla St. Aspinquid's Chapel (attuale Point Pleasant Park) per negoziare insieme una pace con gli inglesi. Secondo la tradizione orale raccolta da Harry Piers nel XIX secolo dagli anziani della tribù mi'kmaq, il capo Paul Laurent era appena giunto ad Halifax dopo la resa agli inglesi a Fort Cumberland il 29 febbraio 1760. Laurent e gli altri al suo seguito uccisero quindi a tradimento Cope e altri due capi al suo seguito, mentre Cope e i suoi uccisero cinque sostenitori degli inglesi. Poco dopo la morte di Cope, i mi'kmaq siglarono un trattato di pace ad Halifax il 10 marzo 1760.